# サフラン色の死神
サフラン色の死（サフランいろのし、ラテン語: Crocea Mors）はジェフリー・オブ・モンマスの『ブリタニア列王史』（1136年ごろ）などに登場する伝説の宝剣。
ジェフリーの記述によれば、この剣は元来は史的人物ユリウス・カエサルの所有する必殺の剣であったが、ローマによるブリタンニア侵攻の際に行われた戦闘で、伝説上の人物ネンニウス(Nennius of Britain)に鹵獲され、数多くのローマ兵を討ち果たした。しかしネンニウスも同じ剣から受けた頭傷により15日後に死亡、サフラン色の死はトリノヴァントゥム（現在のロンドン）の彼の墓に副葬された。
後の翻案では、刃に金文字で銘打たれていた、何の薬も効かない、毒刃が用いられていた、などの脚色が加わっている。

## 語釈
「サフラン色の死」という名は、「その剣より怪我を負った者は死をまぬがれること決して能わず」ゆえ、とジェフリーの『ブリタニア列王史』は伝えている。
サフラン色の死神とも訳されるが、これは後のラテン詩翻案『ブリタニア列王の事績』（1236/1254年）よりの和訳であり、原典では剣名があべこべ（ラテン語: Mors Crocea）に表記される。
原典の剣名「クロケア・モルス」はラテン語で、「クロケア crocea（
croceusの活用形）」は、「クロッカス」の花名と通じる色彩語であり、「サフラン色」・「黄色」を指す。「モルス mors」は「死」（またはその擬人化である「死神」）の意である。
剣名の「サフラン色」とは、この剣に純金が施されていることを意味しているという説がある。また異説では、中世ウェールズで恐れられた「黄色の疫病」に着想を得た名前とされる。

### ウェールズ語名
中期ウェールズ語に翻案された『諸王の歴代史』（13世紀中葉以降の諸写本）には、剣名は「赤い死」（angeu coch）または「青白い/青い死」（angeu glas）と記載される。

### フランス語異名
古フランス語系のアングロ＝ノルマン語で著された『スカラクロニカ』（1363年ごろ、後述）では剣名をクロシ＝アムール（Crochi Amour、"曲った愛"）とフランス語系に読み替えて別の意味を通している。

## ブリタニア列王史
ローマよりの侵略者ユリウス・カエサルの斬撃を頭に受けるも、その剣を盾でもぎとり奪ったネンニウスは、ブリトン国の王子で、ヘリ王の三男、ルッドやカッシウェラウヌス（いずれも後の王）の弟であったと、ジェフリーの偽史は伝えている。
トリノヴァントゥム（現今のロンドン一帯）に侵攻したローマ軍の将、カエサルと一騎討ちしたネンニウスは、カエサルの剣「サフロンの死」を頭に受けるが、刃が跳ねて盾に突き刺さり、これを奪う。ネンニウスが得た新たな剣により、ローマ兵は"あるいは斬首され、あるいはすれ違いざまに回復の見込みないほど重傷を負った"と記述される。トリブヌス級指揮官のラビエヌス（誤謬）も討取られたとされる。。
しかし合戦から15日後、ネンニウスは頭に受けた傷がもとで死亡し、トリノヴァントゥム（ロンドン）の北門あたりに埋葬された。「サフロンの死」は副葬品となった。

## 後の翻案
ウァースによる古フランス語（アングロ＝ノルマン語）への『ブリュ物語』（1155年）にも同剣での戦いのエピソードは記載されている。その脚色によれば、刃の上の方、柄の近くに剣名が金文字で銘打たれていた。また、その殺傷力について、負った傷はいかなる薬でも治癒できないと表現される。またカエサルは剣を失ったことで、多大の面目を失い、フランスでの蜂起につながった、としている。
ラテン詩『ブリタニア列王の事績』でも、「サフラン色の死神」はその名の通り、負わせた傷はいかなる薬でも救うことができない剣であり、それを知り得たローマ兵はネンニウスがふるう「サフラン色の死神」から一目散に逃げ去った、としている。
ラヤモンの中英語『ブルート』は、ウァースを土台に英語化した作品であり、同剣のエピソードも翻案されている。
トーマス・グレイがアングロ=ノルマン語で著した史書『スカラクロニカ』（1363年ごろ）も、カエサル遠征の箇所はほぼウァースから引き継いでいるが、逸脱する部分も若干みえる。
『ブリトン人のサガ』（抄本が14世紀初頭の《ホイクルの書》に所収）によれば、ネンニウスはこの剣で頭を負傷したその夜のうちに死亡したが、これはカエサルが剣に毒を用いたせいだとしている。

## 近世以降
英国テューダー朝にはネンニウスは英国が独立国家たる象徴となり、国粋主義的な意味合いに取られた。16世紀の詩集『為政者の鑑』においては、ネンニウスは"外国の侵攻から英国人民を守るインスピレーション的な故事"として扱われた。『為政者の鑑』の補遺部（Parts Added）として刊行された詩行では、ネンニウスはカエサルが卑怯にも毒刃を用いたため、頭部の傷は浅かったのに、それが15日経つと致命傷（脳に達する炎症/化膿）になったのだと弾劾している。
エドマンド・スペンサー作『妖精の女王』第二巻（1590年）においては、カエサルがネンニウスを殺したその剣は今でも目にすることができるとされていて、エリザベス1世の時代に、その剣と伝わる物品がどこかに展示されていたことが示唆される。それと合致する伝・カエサル/ネンニウスの剣は、ロンドン塔に保管されていたと、すでに15世紀の文献『Anonymi Chronicon Godstovianum（作者不明のゴッドストウ年代記）』に記載される。
英国ジェームズ1世の時代に移ってもネンニウスの戦いは作品に登場した。そのうち注記すべき一作がジャスパー・フィッシャーの戯曲『Fuimus Troes（我らはトロイア人なり）』（1633年刊行）である。これはブリトン人の闘争精神を旨とし、開幕の演説において国民に侵略に講ぜよと説く。ネンニウスとカエサルの戦い後の葬礼競技がこの芝居の頂点（クライマックス）である。